# Gisèle Ongollo
Gisèle Ongollo (sinh ngày 20 tháng 2 năm 1966) là một vận động viên chạy nước rút của Gabon. Bà đã thi đấu ở cự ly 100 mét tại Thế vận hội Mùa hè 1984 và Thế vận hội Mùa hè 1988.